# Åke Setterwall
Åke Carl Erik Setterwall, född 31 december 1906 i Engelbrekts församling, Stockholm, död 21 juli 1988 i Hedvig Eleonora församling, Stockholm, var en svensk konsthistoriker.
Åke Setterwall var son till Gunnar Setterwall. Han studerade först juridik på Stockholms högskola 1926–1928 och därefter humaniora på Uppsala universitet. Han tog fil.kand.-examen 1931, licentiatexamen 1933 och disputerade 1945 i konsthistoria på Stockholms högskola på en avhandling om Erik Palmstedt.
Han arbetade på Nationalmuseum och Nordiska museet 1934–1935 och därefter från 1935 på Kungliga Husgerådskammaren, varav som tillförordnad överintendent 1942–1946 och överintendent 1946–1971. Från 1938 var han också intendent för Skoklosters slotts konstsamlingar.
Åke Setterwall gifte sig 1937 med friherrinnan Eva Rudbeck (1912–2006).